# Goms (Valais)
Goms é uma comuna da Suíça, situada no distrito de Conches, no cantão de Valais. Tem 128,94 km² de área e sua população em 2018 foi estimada em 1.216 habitantes.
Foi criada em 1 de janeiro de 2017, a partir da fusão das antigas comunas de Niederwald, Blitzingen, Grafschaft, Münster-Geschinen e Reckingen-Gluringen.